# Caeshadena
Caeshadena là một chi bướm đêm thuộc họ Noctuidae.